# Ємець Юрій
Ємець Юрій (н. 09.10.1943) — бізнесмен, поет, меценат. Народився в м. Дрогобич. Від 1949 живе в Канаді. 1966 закінчив Йоркський університет (Торонто). Президент і власник міжнародної маркетингової фірми «Ворлд Медіа Брокерс», а також президент фірми ринкового опитування «Маркет Монітор» у Торонто. Син Дарії Ємець.
Його поезії (пише англійською мовою) опубліковані в багатьох англомовних часописах Північної Америки. Очолює кілька доброчинних організацій у Торонто. Спонсорував видання англійською мовою в Канаді книги українських поетів-шістдесятників, а також українських письменників Канади. Профінансував документально-публіцистичний фільм «Вічная пам'ять» (про комуністичний терор в Україні), видання монографії О. Пахльовської «Українська література. Тисяча років» (італійською мовою). За його підтримки проходять українські музичні фестивалі в Канаді.
Член Ліги українських меценатів.

## Твори
- Youriy Yemec. My mother's flowens. Daria Tatianna Yemec: Albom. Toronto, 1991